# Pollenia bulgarica
Pollenia bulgarica este o specie de muște din genul Pollenia, familia Calliphoridae, descrisă de Jacentkovsky în anul 1939. Conform Catalogue of Life specia Pollenia bulgarica nu are subspecii cunoscute.